# Papua New Guinea Football Association
Die Papua New Guinea Football Association ist der nationale Fußballverband von Papua-Neuguinea. Sie wurde 1962 gegründet und wurde 1963 Mitglied der FIFA. 1966 war die PNGFA Gründungsmitglied der Oceania Football Confederation. Sie organisiert die nationale Fußballliga und die Papua-neuguineische Fußballnationalmannschaft.